# Polysomatisme
En minéralogie, le polysomatisme concerne des familles de structures qui peuvent être décrites comme formées par la juxtaposition d'au moins deux modules de structure et composition différentes.

## Série polysomatique
Soient P et Q ces modules, on peut envisager une série infinie de structures, dites série polysomatique, s'étendant entre les membres purs P∞ et Q∞ :
- PQ ;
- PPQ (= P2Q) ;
- PQQ (= PQ2) ;
- PPQQ (= P2Q2) ;
- PPPQ (= P3Q) ;
- PPPQQ (= P3Q2), etc.

Dans la nature, on trouve souvent plusieurs membres d’une série, même si les composants majeurs peuvent être limités en nombre.

## Exemple des biopyriboles
La série polysomatique la plus connue est celle des biopyriboles MnPm, où :
- M est un module de phyllosilicate de type TOT ;
- P un module de pyroxène.

Ces minéraux sont formés de séquences particulières :
- la séquence MP est celle des amphiboles, dont l'anion est [Si4O11(OH)]7– ;
- la séquence MMP est notamment celle de la jimthompsonite (en), de formule brute (Mg,Fe+2)5Si6O16(OH)2 ;
- la séquence MMPMP est notamment celle de la chesterite, de formule brute (Mg,Fe+2)17Si20O54(OH)6.

Le nom « biopyribole » vient de biotite (pour les phyllosilicates TOT), pyroxène et amphibole.